# Saint Petersburg
Saint Petersburg (pogosto okrajšano St. Petersburg) je mesto v zvezni državi Florida v Združenih državah Amerike. Z 271.842 prebivalci (2020) je peto največje floridsko mesto. S povprečno 361 sončnimi dnevi letno in z Guinnessovim rekordom za največ zabeleženih sončnih dni zaporedoma (768 dni v letih 1967–1969) je pridobilo vzdevek »Sončno mesto«.